# Parc national du Lovćen
Le parc national de Lovćen est un parc national créé en 1952 et situé au sud-ouest du Monténégro. D’une superficie de 62,2 km2, le parc englobe une partie du mont Lovćen et en particulier son sommet. 

## Géographie
Le parc débute à l’ouest le long de la mer Adriatique et s’étend vers l’est vers le mont Lovćen. Il abrite ainsi les deux plus hauts pics du Lovćen que sont le pic Stirovnik (1 749 m) et Jezerski vrh (1 657 m). Cette montagne fait en outre partie de la chaîne montagneuse des Alpes dinariques. Le climat du parc est donc maritime et méditerranéen le long des côtes alors que dans l’intérieur il se transforme en un climat alpin.

## Faune et flore
La mixité du climat de la région offre une grande biodiversité d’espèces animales et végétales. 
Bien que la végétation sur le sommet des montagnes soit assez réduite, la flore est riche de 1 300 espèces de plantes. Parmi ces plantes, on dénombre plusieurs plantes endémiques telles que la Berteroa gintlii, le lamier (Lamium lovcenicum), l’Acinos majoranifolius, la Centaurea nicolai, l’Amphoricarpos neumayeri et le Crocus dalmaticus. Parmi les arbres présents, on trouve le charme, le  hêtre du Monténégro (Fagus montenegrinum) et le pin de Bosnie (Pinus hldreichii).
On trouve environ 200 espèces d’oiseaux dans le parc. Ceux-ci sont adaptés aux zones forestières et montagneuses. On peut également apercevoir quelques espèces d’autres habitats voisins en provenance par exemple du lac de Skadar. Parmi les oiseaux, on trouve le traquet oreillard, le Chardonneret élégant, le rossignol philomèle, le monticole bleu, la buse variable. On trouve également de nombreux insectes comme la  fourmi rouge, le lucane cerf-volant, et le papillon machaon.

## Culture
Le parc accueille près du pic Jezerski vrh un mausolée relatif au poète et philosophe Petar II Petrović-Njegoš.

## Protection
Le parc est protégé selon quatre catégories UICN. La forêt de pins de Bosnie est classée en catégorie I, une partie de la forêt mixte de hêtres et de pins noirs est en catégorie II. Une zone composée de vieux hêtres est en catégorie III tandis qu’une forêt de pins est classée en catégorie IV.

## Galerie

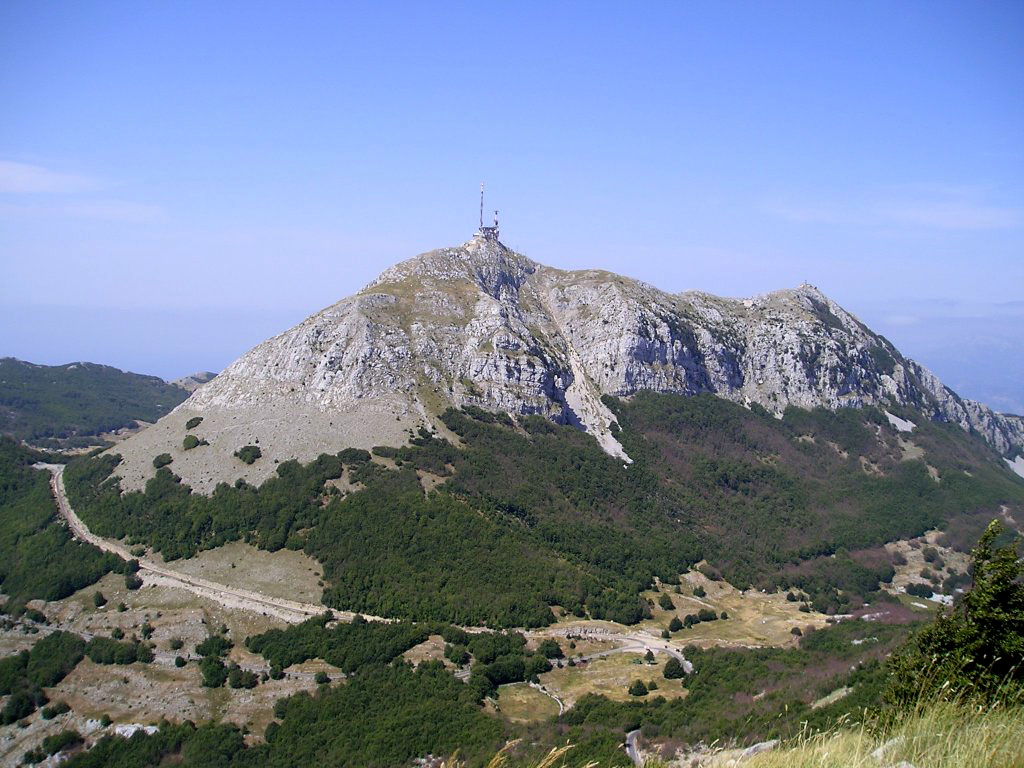
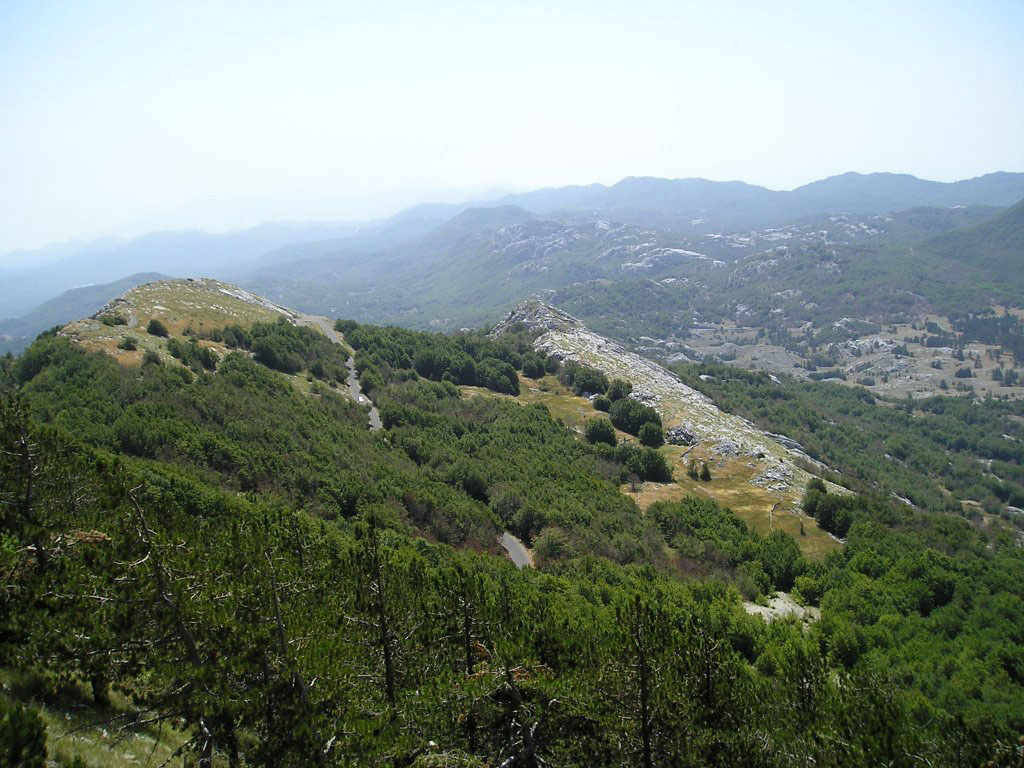
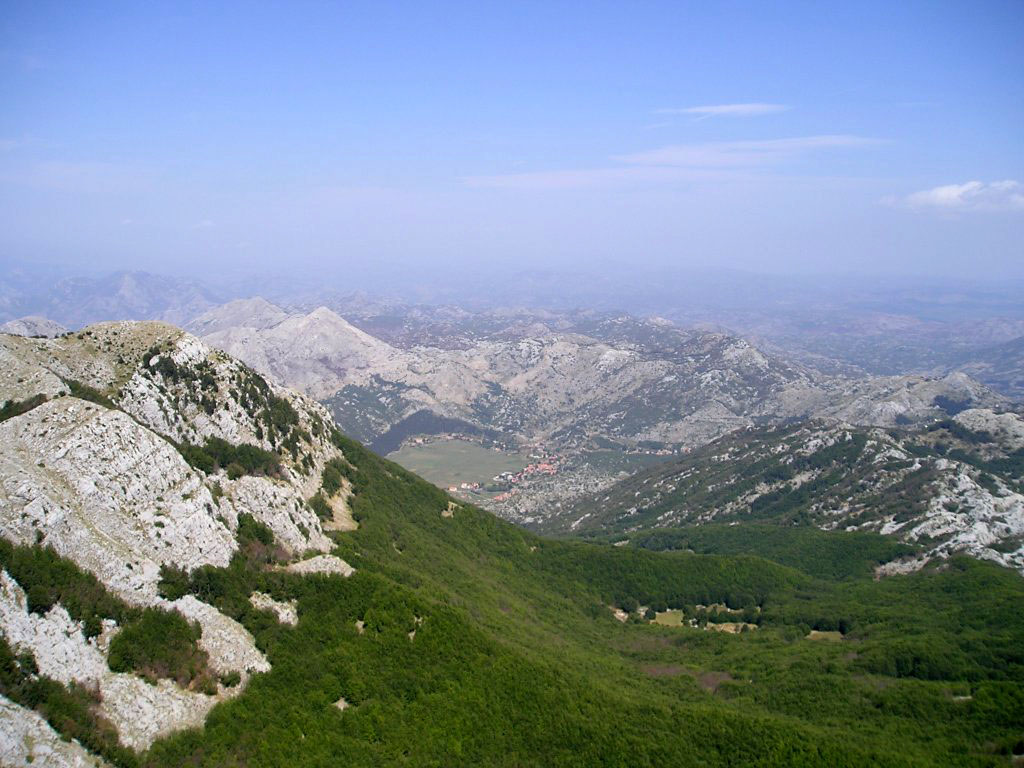
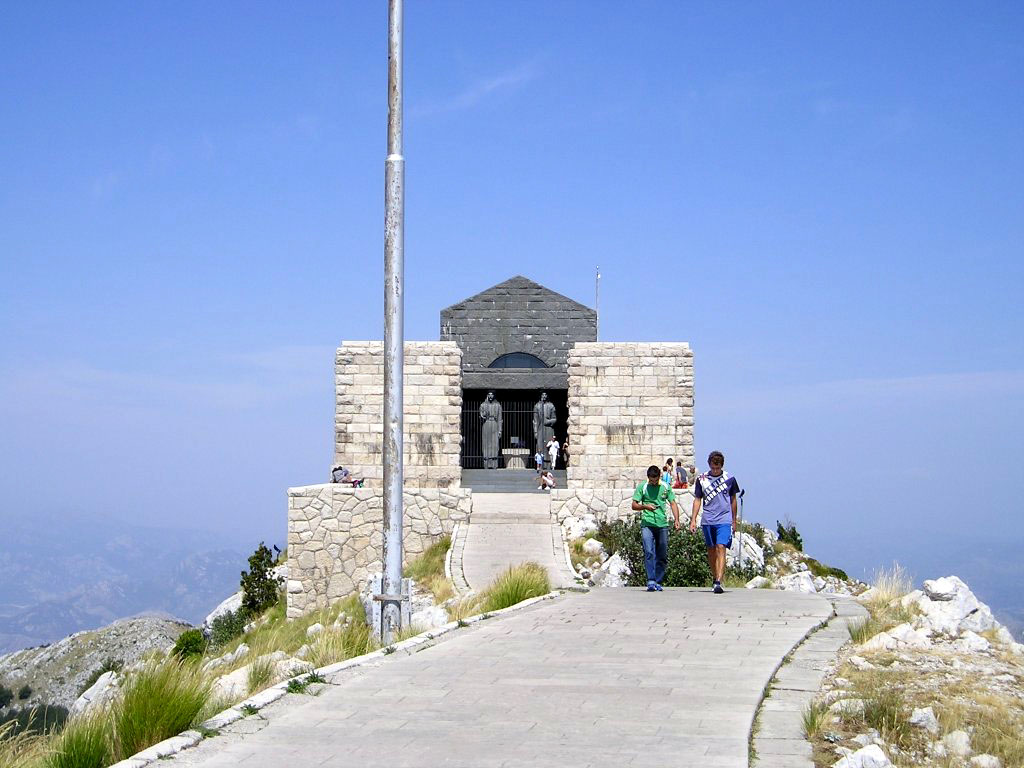
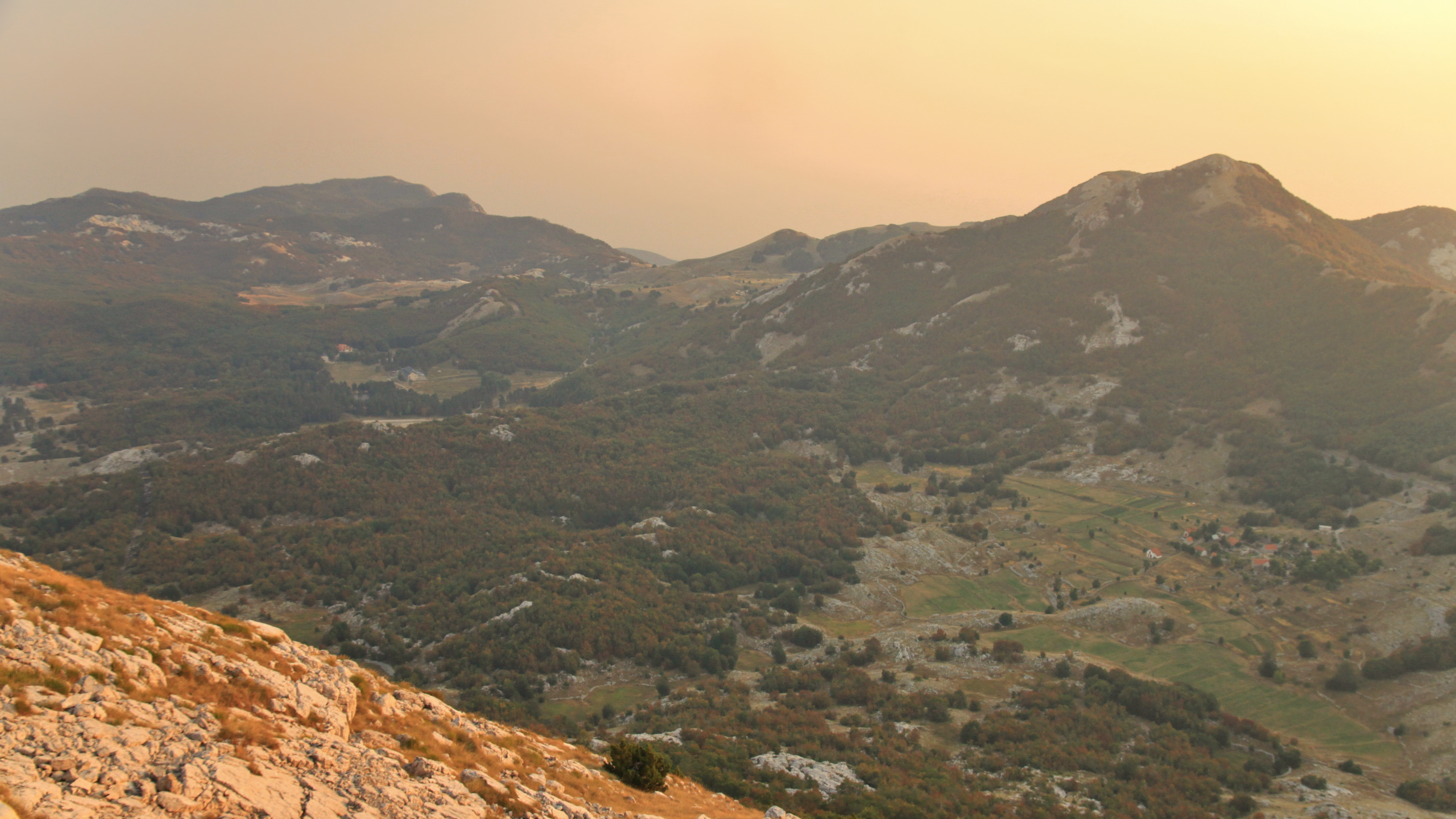